# Ida Henrietta Hyde

Ida Henriette Hyde

Ida Henrietta Hyde (* 8. September 1857 in Davenport, Iowa; † 22. August 1945 in Berkeley) war eine US-amerikanische Physiologin deutsch-jüdischer Abstammung. Sie war die dritte Frau, die an der Universität Heidelberg promoviert wurde, und die erste, die an der Harvard Medical School forschte. 1905 wurde Ida Hyde Professorin und Leiterin der Physiologischen Fakultät der University of Kansas. Sie erforschte unter anderem Herz, Blutkreislauf, Atem- und Nervensystem. Ihre Erkenntnisse über die Auswirkungen von Alkohol, Nikotin und Koffein waren der damaligen Zeit weit voraus. 1921 stellte sie die von ihr entwickelte Mikroelektrode zur Stimulation einzelner Zellen vor, die eine Neuheit auf dem Gebiet der Neurophysiologie darstellte.

## Leben

Ida Hyde mit 14 Jahren

### Kindheit und Ausbildung in den Vereinigten Staaten
Ida Henrietta Hyde wurde 1857 als eins von vier Kindern des Händlers Meyer Heidenheimer und seiner Frau Babette (Loewenthal) Heidenheimer in Davenport geboren. Ihre Eltern stammten aus dem deutschen Württemberg und hatten den Familiennamen nach der Immigration in die Vereinigten Staaten auf Hyde gekürzt. Ida Hydes Vater verließ die Familie frühzeitig, so dass ihre Mutter allein für den Lebensunterhalt sorgen musste. Babette Heidenheimer zog mit den Kindern nach Chicago, wo sie ein kleines Geschäft eröffnete und ihnen den Besuch öffentlicher Schulen ermöglichte. Bei dem Großen Brand von Chicago wurden jedoch ihr Haus und das Geschäft vernichtet. Im Alter von 14 Jahren war Ida Hyde daher gezwungen, sich eine Arbeit zu suchen und zur Versorgung der Familie beizutragen. Ihr Bruder Ben konnte mit ihrer Unterstützung die Schule abschließen und an der University of Illinois Ingenieurwissenschaften studieren. Ida Hyde begann als auszubildende Modistin in einer Kleiderfabrik, später stieg sie zur Ver- und Einkäuferin auf.
Durch eine englische Ausgabe des Werks Ansichten der Natur von Alexander von Humboldt wurde Ida Hydes lebenslanges Interesse an der Biologie geweckt. Sie beschloss, ihre schulische Ausbildung wieder aufzunehmen und besuchte von 1875 bis 1876 die Abendschule des Chicago Athenaeum. Dort belegte sie Kurse in Arithmetik, Grammatik, Buchhaltung, Stenografie, Deutsch, Amerikanischer Geschichte und Geographie. Während der Abschlussfeier ihres Bruders an der University of Illinois in Champaign lernte sie mehrere Studentinnen und das akademische Leben kennen und fasste den Entschluss, ebenfalls zu studieren, obwohl sie damit bei ihrer Familie auf großen Widerstand traf. Sie bestand die Eingangsprüfung für die College Preparatory School und begann 1881 an der University of Illinois zu studieren. Bereits im Jahr darauf brach sie das Studium jedoch wieder ab, da ihr Bruder krank wurde und sie ihn pflegen musste. Die folgenden sechs Jahre verbrachte sie als Lehrerin an öffentlichen Grundschulen von Chicago. Dort engagierte sie sich für die Einführung der Naturkunde in den Lehrplan. In dieser Zeit sparte sie Geld für ihre weitere akademische Ausbildung.
1888 setzte sie schließlich ihr Studium an der Cornell University fort, wo sie den A.B. der Zoologie in drei statt der vier vorgesehenen Jahre erwarb. Sie erhielt anschließend ein Stipendium am Bryn Mawr College und arbeitete dort als biologische Assistentin bei Thomas Hunt Morgan und Jacques Loeb. In den Sommermonaten forschte sie am Marine Biological Laboratory (MBL) in Woods Hole, Massachusetts.

### Studium in Europa

Ida Hyde im Hörsaal der Universität Heidelberg (1896)

1893 lud der deutsche Zoologe Alexander Goette Hyde in sein Labor an die Universität Straßburg ein. Sie hatte zuvor durch ihre Forschungsarbeit über Schirmquallen eine lange währende Kontroverse zwischen ihm und dem österreichischen Zoologen Carl Claus zu seinen Gunsten beigelegt. Mit Hilfe eines Stipendiums der Association of Collegiate Alumnae für 1893 bis 1894 konnte sie die Einladung annehmen. Da ihre Forschung in Straßburg erfolgreich verlief, wollte Goette ihre Ergebnisse als Dissertation anerkennen, konnte jedoch die übrige Fakultät nicht davon überzeugen, erstmals eine Frau in Deutschland zu einer naturwissenschaftlichen Promotion zuzulassen. So wechselte Ida Hyde an die Universität Heidelberg, deren Naturwissenschaftlich-Mathematische Fakultät Frauen seit 1894 die Promotion gestattete, noch bevor die gesamte Universität oder das Großherzogtum Baden dies taten. Gegen den Widerstand des Professors für Physiologie Wilhelm Kühne studierte sie zwei Jahre in Heidelberg und wurde 1896 mit multa cum laude in Physiologie promoviert (eine Bewertungsstufe, die speziell für sie eingeführt wurde und die knapp unter summa cum laude lag). Damit war sie nach Katharina Windscheid und Marie Gernet die dritte Frau, die an der Universität Heidelberg ihren Doktortitel erlangen konnte.
Nach Ida Hydes erfolgreicher Promotion änderte Kühne seine Meinung über sie und unterstützte ihre weitere Entwicklung mit Empfehlungen. So konnte sie sechs Wochen in der Zoologischen Station Neapel verbringen und anschließend an die Universität Bern gehen, wo sie bei Hugo Kronecker im Bereich der Muskelphysiologie forschte. In Bern lernte sie Henry Pickering Bowditch kennen, den ehemaligen Dekan der Harvard Medical School. Mit seiner Unterstützung erhielt sie ein Irwin-Research-Stipendium und eine Stelle in Harvard.
Im Sommer 1897 kehrte sie in die Vereinigten Staaten zurück und begann als erste Frau an der Harvard Medical School zu forschen. Sie besuchte dort auch einige Kurse, z. B. in Bakteriologie, und arbeitete als Teilzeitlehrerin für Histologie und Anatomie in zwei Cambridge-Vorbereitungsklassen.

### Professorin an der University of Kansas
1898 bekam Ida Hyde eine feste Stelle an der University of Kansas. Dank ihrer ausgezeichneten Qualifikationen und Referenzen und dem dringenden Bedarf der Universität an Physiologen für die im Aufbau befindliche Medical School, stellte man sie sofort als Assistant Professor der Zoologie ein. Im Jahr darauf wurde sie Assistant Professor der Physiologie und schließlich 1905 ordentliche Professorin und Leiterin der Physiologischen Fakultät. Auch diese Position war damals für eine Frau im naturwissenschaftlichen Bereich und an einer koedukativen Universität ein Novum. Sie leitete den weiteren Ausbau der Medical School, setzte sich für eine technische, bauliche und sanitäre Ausstattung ein, die dem aktuellen Stand entsprach und gab weiterhin Vorlesungen. Ihren Urlaub verbrachte sie zum Teil mit medizinischer Weiterbildung. So besuchte sie drei Sommer lang die Rush Medical School in Chicago und belegte Vorlesungen in Chirurgie und klinischer Medizin. Ihr Ziel war der M.D., sie erhielt den Abschluss jedoch letztlich aufgrund von Formalien nicht. 1916 kam es zur Umstrukturierung der Physiologischen Fakultät, sie wurde mit einer anderen Abteilung zusammengelegt und statt von einer Einzelperson von einem Komitee geleitet. Gleichzeitig legte man Ida Hyde den Rücktritt nahe. Mögliche Gründe dafür waren ihr fehlender M.D., ihre Zugehörigkeit zur Society for Ethical Culture, aber auch der Wunsch des Kollegiums nach einem Mann in ihrer Position. 1918 nahm sie schließlich eine Auszeit, die sie mit Kriegspflichten begründete und kehrte nicht mehr an die Universität zurück.

### Lebensabend
1920 ging Ida Hyde offiziell in den Ruhestand. Zwei Jahre danach unternahm sie, ausgehend von Heidelberg, Reisen durch Deutschland, die Schweiz und Österreich. Später ließ sie sich in Kalifornien nieder, zunächst in San Diego, dann in Berkeley. Dort starb sie 1945 an einer intrazerebralen Blutung. Sie wurde auf dem Friedhof von Woods Hole begraben. Ihr Nachlass befindet sich in den Archiven der American Association of University Women und der University of Kansas.

## Wirken

Ida Hyde in ihrem Labor an der Universität Heidelberg (1896)

Ida Hyde beschäftigte sich mit sehr unterschiedlichen Themen, die sie auf innovative Weise untersuchte und so zu neuen Erkenntnissen kam. Dazu gehörte der Aufbau des Herzens von Säugetieren und die Funktionsweise des Blutkreislaufs. Sie befasste sich zudem mit den Einflüssen der Umwelt und der Ernährung auf das Nervensystem. So beschrieb sie beispielsweise die Wirkung von Musik auf das kardiovaskuläre System verschiedener Personengruppen und untersuchte die Auswirkungen von Koffein, Alkohol, Drogen und Stress.
Für ihre Forschungen auf Zellebene entwickelte Ida Hyde eine der ersten Mikroelektroden. Dabei handelt es sich um eine sehr kleine Elektrode in Form einer Mikropipette, deren Spitze in die Wand einer einzelnen Zelle eingeführt werden kann, ohne diese zu zerstören (zur Herstellung solcher Pipetten siehe hier). 1921 veröffentlichte sie in der Zeitschrift Biological Bulletin den Artikel A micro-electrode and unicellular stimulation, in dem sie Funktionsweise und Anwendung des Gerätes erläuterte. Der Biophysiker Kenneth Stewart Cole bezeichnete diese Erfindung 1971 bei Gesprächen in der MBL als einen Durchbruch in der Geschichte der Neurophysiologie. Jedoch geriet diese Pionierarbeit, die Hyde und einige andere Wissenschaftler der damaligen Zeit leisteten, weitgehend wieder in Vergessenheit und Mikroelektroden wurden erst in den 1940ern „wiederentdeckt“.
1902 wurde Ida Hyde das erste weibliche Mitglied der American Physiological Society und blieb das einzige bis 1913. Sie gehörte außerdem den wissenschaftlichen Vereinigungen Sigma Xi, American Biological Society, American Geographical Society und American Medical Association an.
Ida Hyde engagierte sich auch im Bereich Public Health. Sie begründete ein Programm zur Untersuchung von Schulkindern auf Tuberkulose und Meningitis und hielt Vorträge über Hygiene und sexuelle Aufklärung.
Nach ihrem eigenen schwierigen Weg in die akademische Berufswelt war es Ida Hyde ein besonderes Anliegen, andere Frauen dabei zu unterstützen. Sie initiierte den Sarah Robinson Research Table in Woods Hole und den ACA Research Table in Neapel sowie Frauen-Stipendien an der University of Kansas, der Association of Collegiate Alumnae, in Bryn Mawr und an der Cornell University. Sie setzte sich für eine Angleichung der Gehälter weiblicher Akademiker an die ihrer männlichen Kollegen ein. Kurz vor ihrem Tod spendete sie 25.000 Dollar an die American Association of University Women zur Einrichtung der Ida H. Hyde Woman’s International Fellowship.

## Publikationen
- Notes on the Hearts of Certain Mammals. In: The American Naturalist. Bd. 25, Nr. 298, 1891, ISSN 0003-0147, S. 861–863, JSTOR:2451734.
- Entwicklungsgeschichte einiger Scyphomedusen. In: Zeitschrift für wissenschaftliche Zoologie. Bd. 58, 1894, ZDB-ID 200735-6, S. 531–564.
- The nervous mechanism of the respiratory movements in Limulus polyphemus. In: Journal of Morphology. Bd. 9, 1894, ISSN 0362-2525, S. 431–448, doi:10.1002/jmor.1050090305.
- J. Richard Ewald: Zur Physiologie des Labyrinths. IV. Mittheilung: Die Beziehungen des Grosshirns zum Tonuslabyrinth. Theilweise nach Versuchen von Ida H. Hyde. In: Archiv für die gesamte Physiologie des Menschen und der Tiere. Bd. 60, ZDB-ID 505391-2, 1895, S. 492–508, doi:10.1007/BF01677548.
- Entwicklungsgeschichte einiger Scyphomedusen. In: Zeitschrift für wissenschaftliche Zoologie. Bd. 18, S. 531–565 (auch Sonderabdruck: W. Engelmann, Leipzig, 1896), (Zugleich: Heidelberg, Universität, Dissertation, 1896).
- Beobachtungen über die Secretion der sogenannten Speicheldrüsen von Octopus macropus. In: Zeitschrift für Biologie. Bd. 35 = NF Bd. 17, 1897, ISSN 0372-8366, S. 459–477, online.
- The effect of distention of the ventricle on the flow of blood through the walls of the heart. In: American Journal of Physiology. Bd. 1, 1898, ISSN 0002-9513, S. 215–224.
- Collateral circulation in the cat after ligation of the post cava. In: The Kansas University Quarterly. Series A, Bd. 9, 1900, ISSN 0885-4068, S. 167–171.
- The nervous system of Gonionema murbachii. In: The Biological Bulletin. Bd. 4, 1902, ISSN 0148-9488, S. 40–45, online (PDF; 443 kB).
- The nerve distribution in the eye of Pecten irradians. In: George Howard Parker u. a. (Hrsg.): Mark Anniversary Volume. To Edward Laurens Mark, Hersey Professor of Anatomy and Director of the Zoological Laboratory at Harvard University, in Celebration of twenty-five Years of successful Work for the Advancement of Zoology, from his former students, 1877–1902. Henry Holt and Company, New York NY 1903, S. 471–482, online.
- Localization of the respiratory centre in the skate. In: American Journal of Physiology. Bd. 10, 1904, S. 236–258.
- Differences in electrical potential in developing eggs. In: American Journal of Physiology. Bd. 12, 1904, S. 241–275.
- Outlines of experimental physiology. Eigenverlag, Lawrence KS 1905, online.
- Recent scientific contributions to social welfare. Modern Aspects of Physiology. In: The Chautauquan. Bd. 41, 1905, ZDB-ID 87293-3, S. 453–459.
- A reflex respiratory center. In: American Journal of Physiology. Bd. 16, 1906, S. 368–377.
- The educational importance of physiology. In: The Interstate Schoolman. 1907, S. 18–20.
- The effect of salt solutions on the respiration, heart beat and blood pressure in the skate. In: American Journal of Physiology. Bd. 23, 1908, S. 201–213.
- A study of the respiratory and cardiac activities and blood pressure in the skate following intravenous injections of salt solutions. In: The University of Kansas Science Bulletin. Bd. 15, Nr. 4 = Bd. 5, Nr. 4, 1909/1911, ISSN 0891-1967, S. 29–63, online.
- mit Ruth Spray, Irene Howat: The influence of alcohol, upon the reflex action of some cutaneous sense organs in the frog. In: The University of Kansas Science Bulletin. Bd. 17, Nr. 13 = Bd. 7, Nr. 13, 1913, S. 229–238, online.
- Laboratory outlines of physiology. University of Kansas, Lawrence KS 1914.
- The Development of a Tunicate Without Nerves. In: The University of Kansas Science Bulletin. Bd. 19, Nr. 14 = Bd. 9, Nr. 15, 1914, S. 177–179, online.
- mit Christine Spreier: The Influence of Light upon Reproduction in Vorticella. In: The University of Kansas Science Bulletin. Bd. 19, Nr. 15 = Bd. 9, Nr. 15, 1915, S. 183–184, online.
- mit C. B. Root, Howard Curl: A comparison of the effects of breakfast, of no breakfast and of caffeine on work in an athlete and a non-athlete. In: American Journal of Physiology. Bd. 43, 1917, S. 371–394.
- mit W. Scalopino: The influence of music upon electrocardiograms and blood pressure. In: American Journal of Physiology. Bd. 46, 1918, S. 35–38.
- A micro-electrode and unicellular stimulation. In: Biological Bulletin. Bd. 40, 1921, S. 130–133, JSTOR:1536534.
- Effects of music upon electrocardiograms and blood pressure. In: Journal of Experimental Psychology. Bd. 7, 1927, ISSN 0022-1015, S. 213–224, doi:10.1037/h0073580.
- Before Women were human beings. In: Journal of American Association of University Women. Bd. 31, 1938, ZDB-ID 410379-8, S. 226–236.